# Наговицын, Евгений Лазаревич
Евгений Лазаревич Наговицын (Ноговицын) (род. 17 февраля 1930) — советский хоккеист, нападающий.
Воспитанник свердловского «Динамо». Выступал за свердловские команды «Спартак» (1949/50, 1953/54 — 1958/59) и «Динамо» (1950/51 — 1952/53), за «Красную звезду» (Краснокамск, 1958/59).